# Urho Kujala
Urho Kujala, född den 18 maj 1957 i Vambula, är en finländsk orienterare som tog brons i stafett vid VM 1978.